# Bruno von Türckheim
Bruno von Türckheim, genannt von Baden (* 6. Oktober 1826 in Freiburg im Breisgau; † 22. Juni 1874 ebenda) war 1866–1868 Mitglied der Ersten Kammer der Badischen Ständeversammlung.

## Herkunft und Familie
Türckheim stammt aus dem älteren ortenauisch-breisgauischen Hauptstamm der elsässisch-badischen Familie der Freiherren von Türckheim. Er war der jüngere Sohn des österreichischen Majors Christian Friedrich Jakob von Türckheim zu Altdorf (1782–1846) und dessen Ehefrau Marie Anne Elisabeth, geborene Freiin von Baden (1788–1866), der Tochter des Franz Anton von Baden.
1861 heiratete er Emma von La Roche-Starkenfels (1836–1876), mit der er sechs Kinder hatte:
- Max Carl Christian (* 1861)
- Emma (* 1863)
- Marie (* 1864)
- Anna Elisabeth (* 1866)
- Bertha (* 1868)
- Moritz (* 1869)

Anton Karl von Baden war sein Onkel. Als dieser 1830 kinderlos verstarb, beerbte ihn der erst dreijährige von Türckheim. Zum Erbe gehörte auch das ehemalige Kloster Kartause Freiburg, das er später als Wohnsitz wählte.
Großherzog Leopold von Baden erteilte Türckheim am 31. Dezember 1833 auch die Genehmigung zur Namen- und Wappenvereinigung. Fortan nannten sich seine Nachkommen Freiherren von Türckheim, genannt von Baden.

## Wirken
In der Liste der stimmfähigen und wählbaren Grundherren des Großherzogtums Baden wird Bruno von Türckheim als k.k. österreichischer Offizier a. D. geführt. Näheres über diese Militärkarriere ist nicht bekannt.
Am 28. Mai 1866 wurde von Türckheim vom grundherrlichen Adel im Wahlbezirk Oberhalb der Murg in die erste Kammer der badischen Ständeversammlung gewählt. In der 18. Sitzung vom 1. Juni 1866 nahm er die Wahl an und wurde vereidigt. Der Beginn seiner parlamentarischen Tätigkeit war geprägt vom Deutschen Krieg. Türckheim nahm an den Sitzungen der Kammer bis zum 5. Februar 1868 teil, ohne besonders hervorzutreten.
Im Dezember 1868 wurde er für vier Jahre in den neu geschaffenen Landeskulturrat berufen, ein Gremium zur Beratung des badischen Handelsministeriums in Fragen der landwirtschaftlichen Technik.
1869 erhielt Türckheim das Ritterkreuz 1. Klasse des Ordens vom Zähringer Löwen.

## Wappen

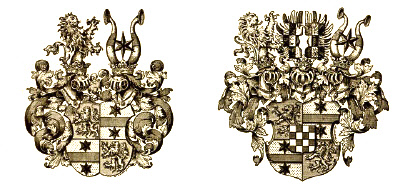
Wappen der Freiherren von Türckheim vor und nach der Wappenvereinigung mit den Freiherren von Baden

Dem Wappen der Freiherren von Türckheim (Geviert; 1. und 4. Feld in Blau ein goldener aufrecht schreitender Löwe mit roter Zunge, 2. und 3. Feld in Gold ein schwarzer Balken, begleitet von je einem sechszackigen schwarzen Stern. 2 Helmziere; rechts der Löwe wachsend; links ein schwarzer Stern zwischen zwei mit dem schwarzen Balken belegten goldenen Büffelhörnern. Decken: rechts blau-golden, links schwarz-golden) wurde ein Herzschild mit dem Schachbrettmuster (Das Wappen ist von Silber und Schwarz in vier Reihen zu 16 Plätzen geschacht.) der Freiherren von Baden hinzugefügt. Außerdem wird ein dritter Helm gezeigt. Auf dem Helm mit schwarz-silbernen Decken ein wie der Schild bezeichneter offener Flug.